# Оленёво
Оленёво (укр. Оленьово) — село в Полянской сельской общине Мукачевского района Закарпатской области Украины.
Население по переписи 2001 года составляло 440 человек. Почтовый индекс — 89311. Телефонный код — 3133. Занимает площадь 9,78 км². Код КОАТУУ — 2124084202.